# Gare de Bagnères-de-Bigorre
La gare de Bagnères-de-Bigorre est une gare ferroviaire française de la ligne de Morcenx à Bagnères-de-Bigorre, située sur le territoire de la commune de Bagnères-de-Bigorre, dans le département des Hautes-Pyrénées, en région Occitanie.
Elle est mise en service en 1862 par la Compagnie des chemins de fer du Midi et du Canal latéral à la Garonne.
C'est une gare de la Société nationale des chemins de fer français (SNCF), fermée depuis septembre 1970.

## Situation ferroviaire
Établie à 542 m d'altitude, la gare de Bagnères-de-Bigorre est située au point kilométrique (PK) 267,447 de la ligne de Morcenx à Bagnères-de-Bigorre, après le pont sur l'Adour et avant le butoir marquant la fin de la voie au PK 267,6.

## Histoire
La gare est mise en service en 1862 et est fermée en septembre 1970.
Elle a été rénovée et transformée en centre médical en 2019.

## Service des voyageurs

### Desserte
Bagnères-de-Bigorre est desservie par des cars LiO qui effectuent des missions vers les gares de Lourdes et de Tarbes.

### Intermodalité
Un parking pour les véhicules est aménagé. Des cars des transports routiers des Hautes-Pyrénées desservent la gare.